# Лісне (Шепетівський район)
Лісне — селище в Україні, в Понінківській селищній територіальній громаді Шепетівського району Хмельницької області. Населення становить 26 осіб.

## Географія
Селищем протікає річка Лизне, ліва притока Дружні. На території селища розташований регіональний ландшафтний парк Мальованка. На південній стороні від селища пролягає автошлях Т 2309.